# Lope Mendoza
Lope Mendoza (auch: Lopez Mendoza) ist eine Ortschaft im Departamento Cochabamba im südamerikanischen Andenstaat Bolivien.

## Lage im Nahraum
Lope Mendoza liegt in der Provinz Carrasco und ist der zweitgrößte Ort des Cantón Huayapacha im Municipio Pocona. Die Ortschaft liegt auf einer Höhe von 2916 m am rechten, südlichen Ufer des Río Huaya Pacha, der flussabwärts als Río Lopez Mendoza weiter in nordöstlicher Richtung fließt.

## Geographie
Lope Mendoza liegt in einem der Hochtäler der Gebirgskette der Cordillera Oriental, die nach Osten zu in das bolivianische Tiefland übergeht. Das Klima der Region ist gekennzeichnet durch ein typisches Tageszeitenklima, bei dem die Temperaturunterschiede zwischen Tag und Nacht deutlicher ausfallen als zwischen den Jahreszeiten.
Die Jahresdurchschnittstemperatur beträgt 14 °C, die Monatswerte schwanken zwischen 11 °C im Juni/Juli und 16 °C im November/Dezember (siehe Klimadiagramm Totora). Der Jahresniederschlag beträgt 600 mm und fällt vor allem in den Sommermonaten von Dezember bis Februar mit Monatswerten von 100 bis 125 mm; dem steht eine Trockenzeit von Mai bis Oktober mit Monatsniederschlägen von unter 30 mm gegenüber.

## Verkehrsnetz
Lope Mendoza liegt in einer Entfernung von 109 Straßenkilometern südöstlich von Cochabamba, der Hauptstadt des gleichnamigen Departamentos.
Lope Mendoza liegt an der asphaltierten Nationalstraße Ruta 7, die von hier aus die östlich gelegene Cordillera Oriental auf ihrem Weg ins Tiefland durchquert und mit einer Gesamtlänge von 488 Kilometern über die Ortschaften Paracaya, Lope Mendoza, Chullchungani, Tolata und Samaipata bis in die Tieflandmetropole Santa Cruz führt. In Lope Mendoza zweigt von der Ruta 7 in südwestlicher Richtung eine unbefestigte Nebenstraße zum zentralen Ort des Kantons ab, nach Huayapacha. 

## Bevölkerung
Die Einwohnerzahl der Ortschaft ist in dem Jahrzehnt zwischen den beiden letzten Volkszählungen auf fast das Doppelte angestiegen:
| Jahr | Einwohner         | Quelle       |
| ---- | ----------------- | ------------ |
| 1992 | keine Detaildaten | Volkszählung |
| 2001 | 239               | Volkszählung |
| 2012 | 455               | Volkszählung |
| 2024 |                   | Volkszählung |